# Bor (Bellver de Cerdanya)
Bor és un nucli de població del municipi de Bellver de Cerdanya, a la Baixa Cerdanya, situat a la plana de la Batllia, al peu del serrat de la Quera, a una altitud de 1.100 m, entre els torrents de la Bavosa i de la Fou de Bor, a prop de Beders, al marge esquerre del riu Segre. És un petit centre comercial d'abastament de la rodalia.

## Història
Bor va ser habitat des del Neolític, tal com demostren troballes (3500-2200 aC) en l'ocupació de les coves de la Fou, que testimonien ja l'agricultura i domesticació d'animals. Els primers enterraments en coves i dolmens estan testimoniats en l'època del bronze (1800-650 a C) en què possiblement ja hi hagué habitatges a l'aire lliure al turó. La toponímia "Borre" és preromana i s'atribueix a la llengua de l'ètnia ceretana que poblà la Cerdanya, ramadera i pagesa.
A l'alta edat mitjana era un alou dins del Pau de Talló; era propietat del Monestir de Ripoll, segons confirmava un precepte carolingi de Lotari de 982. L'any 1198 les tropes del vescomte Arnau de Castellbó, enfrontat al bisbe d'Urgell, van atacar la població i van espoliar l'església, emportant-se robes i objectes litúrgics. Amb la fundació de Bellver pel comte Nunó Sanç el 1225, Bor va passar a la seva jurisdicció.
Al fogatge de 1515 hi constaren 5 focs, dels 136 que tenia la Batllia.

## Sant Marcel de Bor

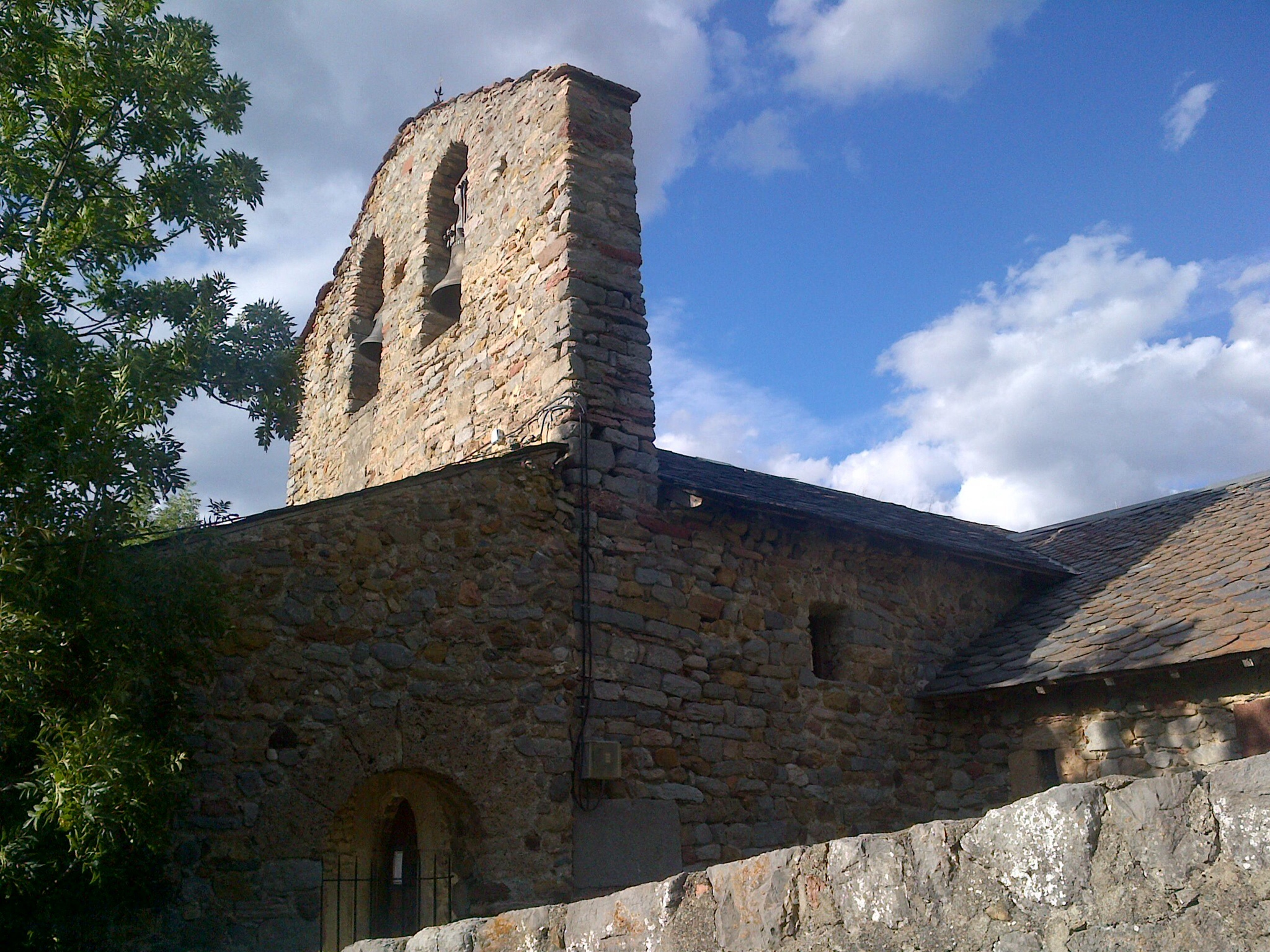
Església de Sant Marcel de Bor

L'església romànica de Sant Marcel està situada en una elevació del terreny en un tallat sobre el riu. Ja s'esmentava com a parròquia el 839 depenent del bisbat d'Urgell, sembla que en depenia l'església d'Urús.
És un edifici senzill del segle xi, construït amb carreus sense desbastar, d'una sola nau acabada en absis semicircular. L'absis està decorada exteriorment amb quatre bandes verticals que acabaven en arquets dobles. La coberta és una volta de quart d'esfera amb l'exterior revestit de pissarra. L'absis té una finestra de doble esqueixada amb dues columnes sense capitells.
Les parets de la nau tenen les cantonades i baixos reforçats amb grans carreus ben treballats i quadrats com no se'n troben a les altres esglésies romàniques de Cerdanya; segurament eren materials reutilitzats.
Va ser reformada als segles XVI-XVII modificant la porta d'entrada i el campanar d'espadanya de dos ulls. Al segle xviii es va afegir un porxo i dues capelles laterals, i es van reforçar lles parets originals de 95 cm fins a arribar a 1,75 cm, una amplada suficient per a suportar una volta de pedra, tot i que actualment el sostre és d'encavallades i bigues de fusta.

## Coves de la Fou de Bor
Al sud del poble hi ha la font de la Fou de Bor i, a prop seu, al cingle del serrat, hi ha un complex de coves que formen el conjunt de Coves de La Fou de Bor. S'hi té accés per les boques de la Tuta Gran, que és la principal, la Tuta Freda, la Tuta Petita i la Tuta de Dalt. Té una extensió d'almenys 5 quilòmetres. A prop d'aquest conjunt hi ha una altra cova, la Tuta d'Ambret.
A la Tuta Petita es poden contemplar formacions d'estalactites i estalagmites a la galeria de Badalona, descoberta per Alexandre Carreras el 1962. També hi ha la sala Cerdanya, amb colades estalagmítiques. El 1963 es va fer la unió entre la Tuta Freda i la cova de Bor. Des de la sala Cerdanya s'accedeix a la galeria Ramon Canela, descoberta el 1973. L'any 1965, els espeleòlegs Josep Subils i Ferran Godoy van morir explorant el conjunt de coves.
Té dos corredors practicables, oberts en les calcàries del Devonià superior, amb un recorregut total d'uns 2 quilòmetres, on s'han trobat vestigis de vida humana des d'època prehistòrica. Altres coves pròximes són la Tuta Freda i la Tuta de l'Ambret.